# Совхозный (Ливенский район)
Совхозный — посёлок в Ливенском районе Орловской области России.
Входит в Козьминское сельское поселение в рамках организации местного самоуправления и в Козьминский сельсовет в рамках административно-территориального устройства.

## География
Расположен на северо-восточной границе райцентра, города Ливны, в 124 км к юго-востоку от центра города Орёл.

## Население
| 2002 | 2010 |
| ---- | ---- |
| 902  | ↘829 |

Согласно результатам переписи 2002 года, в национальной структуре населения русские составляли 96 % от жителей.